# Río Lurín
Der Río Lurín ist ein etwa 105 km langer Zufluss des Pazifischen Ozeans im Westen von Peru in der Region Lima. Dabei durchfließt er die Provinzen Huarochirí und Lima. Er gab dem Bistum Lurín und dem Distrikt Lurín den Namen.

## Flusslauf
Der Río Lurín entspringt in der peruanischen Westkordillere. Dort hat er seinen Ursprung in einem etwa 4750 m hoch gelegenen kleinen See im Distrikt San Damián der Provinz Huarochirí. Von dort fließt er anfangs 40 km in überwiegend südwestlicher Richtung durch das Gebirge. Anschließend strömt er 25 km in Richtung Westnordwest, bevor er sich allmählich nach Südwesten und Südsüdwesten wendet. Auf den letzten 10 Kilometern durchquert der Fluss die Küstenebene und mündet schließlich am Südrand des Ballungsraumes Lima in den Pazifischen Ozean.

## Einzugsgebiet
Das Einzugsgebiet des Río Lurín erstreckt sich über eine Fläche von 1667 km². Es grenzt im Norden an das des Río Rímac, im Osten an das des Río Mala sowie im Süden an das mehrerer kleinerer Pazifik-Zuflüsse.